# Milan Škriniar
Milan Škriniar, född 11 februari 1995, är en slovakisk fotbollsspelare som spelar för Fenerbahçe, på lån från Paris Saint-Germain

## Karriär
Den 7 juli 2017 värvades Škriniar av Inter, där han skrev på ett femårskontrakt. Den 20 augusti 2017 debuterade Škriniar i en 3–0-vinst över Fiorentina.
Den 6 juli 2023 värvades Škriniar av Paris Saint-Germain, där han skrev på ett femårskontrakt. Den 30 januari 2025 lånades Škriniar ut till Süper Lig-klubben Fenerbahçe på ett låneavtal över resten av säsongen 2024/2025.